# Цись Петро Миколайович

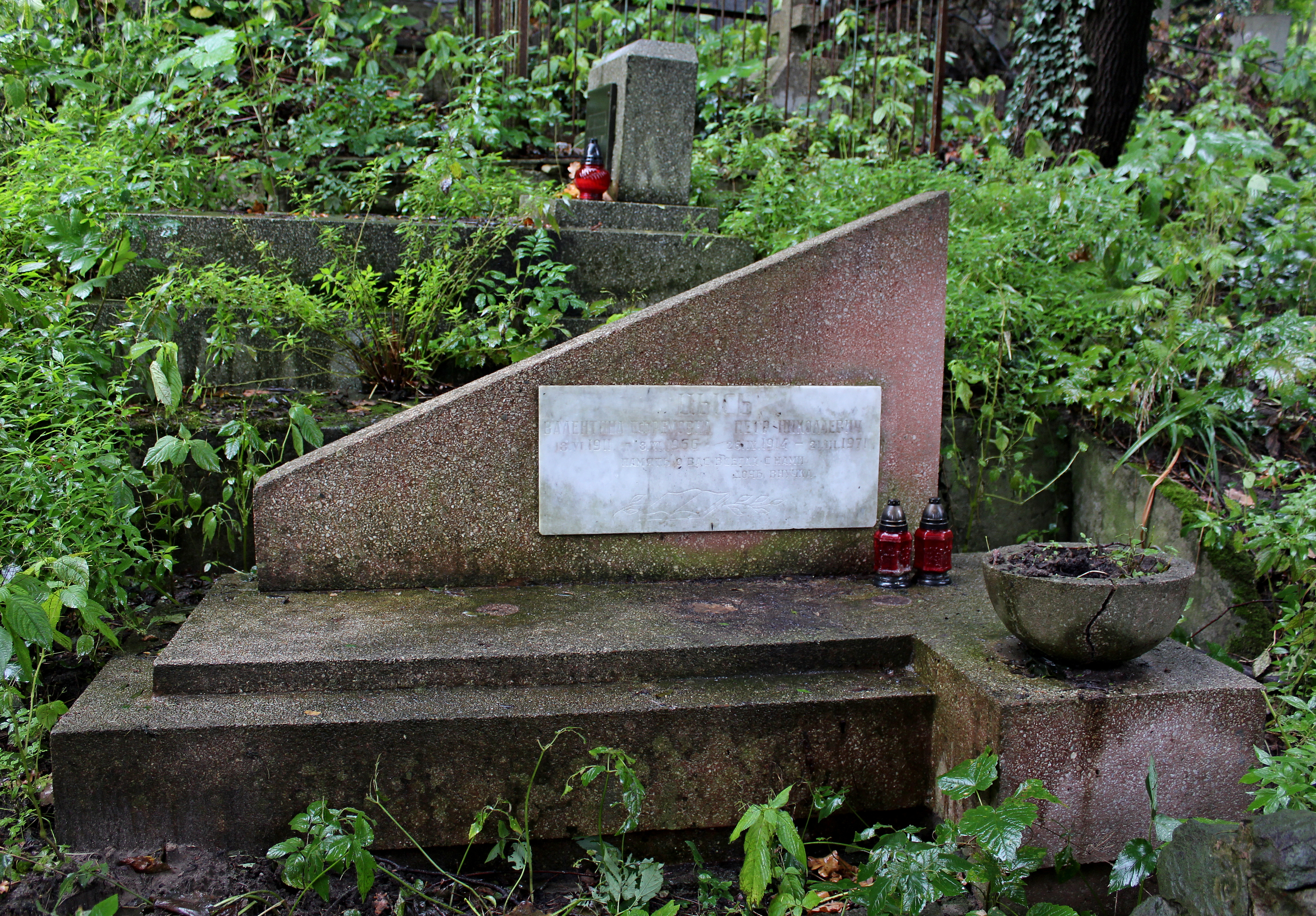

Петро́ Микола́йович Цись (26 вересня 1914, с. Великі Сорочинці (Полтавщина) — 21 березня 1971) — український географ.

## Життєпис
Закінчив геолого-географічний факультет Харківського університету. З 1937 по 1940 рр. навчався в аспірантурі цього ж факультету. У 1940 році захистив кандидатську дисертацію на тему: «Рельєф Східної Африки».
У 1940 р. працював завідувачем кафедри географії Луцького державного вчительського інституту. Звідти був призваний на службу в армію. Пройшов усю Другу світову війну, нагороджений медаллю. Демобілізований у серпні 1945 року.
З 1945 працює у Львівському університеті. У 1950 році очолив, створену ним там нову кафедру геоморфології. У 1954 році захистив у Москві докторську дисертацію, отримав вчене звання професора кафедри геоморфології. З 1954 по 1964 роки — декан географічного факультету Львівського університету. У 1955—1965 рр. очолював Львівський відділ Українського географічного товариства, керував експедиційними дослідженнями його членів, вів широку просвітницьку роботу. Брав участь у роботі XVIII міжнародного географічного конгресу в Ріо-де-Жанейро (Бразилія, 1956). Працював на факультеті до самої смерті.
Помер 21 березня 1971 р., похований на полі № 23 Личаківського цвинтаря у Львові.

## Наукова робота
Автор понад 100 наукових робіт. Праці з геоморфології та районування України, серед ін. «Геоморфологія УРСР» (Л., 1962), колективні монографії «Природно-географічний поділ Львівського та Подільського економічних районів» (Львів, 1964), «Природа Українських Карпат» (Львів, 1968), «Физико-географическое районирование Украинской ССР», (К., 1968), «Геологическая изученность СССР», Т. 31. Украинская ССР. Вып. 1. (К., 1963), «Геология СССР», Т. 48. Карпаты. Ч. І (М., 1966), «Природа Львівської області» (Львів, 1972).
Автор низки фундаментальних статей, присвячених проблемам геоморфологічної будови, генези, генетичної класифікації, історії розвитку рельєфу і сучасної динаміки, геоморфологічного районування Карпат, Поділля, Західного регіону і території України в цілому.